# Robert-Friedrich Meltzer
Robert-Friedrich Meltzer (Роберт-Фридрих Мельцер), né le 20 mars 1860 (1er avril dans le calendrier grégorien) à Saint-Pétersbourg et mort en mai 1943 à New York,, est un architecte russe d'ascendance allemande qui fut actif à Saint-Pétersbourg où il fut le chantre de l'Art nouveau nordique (appelé style moderne en Russie). 

## Biographie
Il est le fils de Johann-Friedrich Meltzer (1831-1922), fabricant de calèches, puis fondateur de sa propre fabrique de meubles. En tant que tel, il reçoit le titre de fournisseur de Sa Majesté sous le règne d'Alexandre III, mais l'empereur lui interdit ensuite, pour avoir prétendument déposé deux factures pour le même travail au palais Anitchkov, de le contacter pour toute nouvelle commande.
Il étudie à l'Académie impériale des beaux-arts à partir de 1878. En 1887, il reçoit le rang d'artiste de 1re classe en architecture.

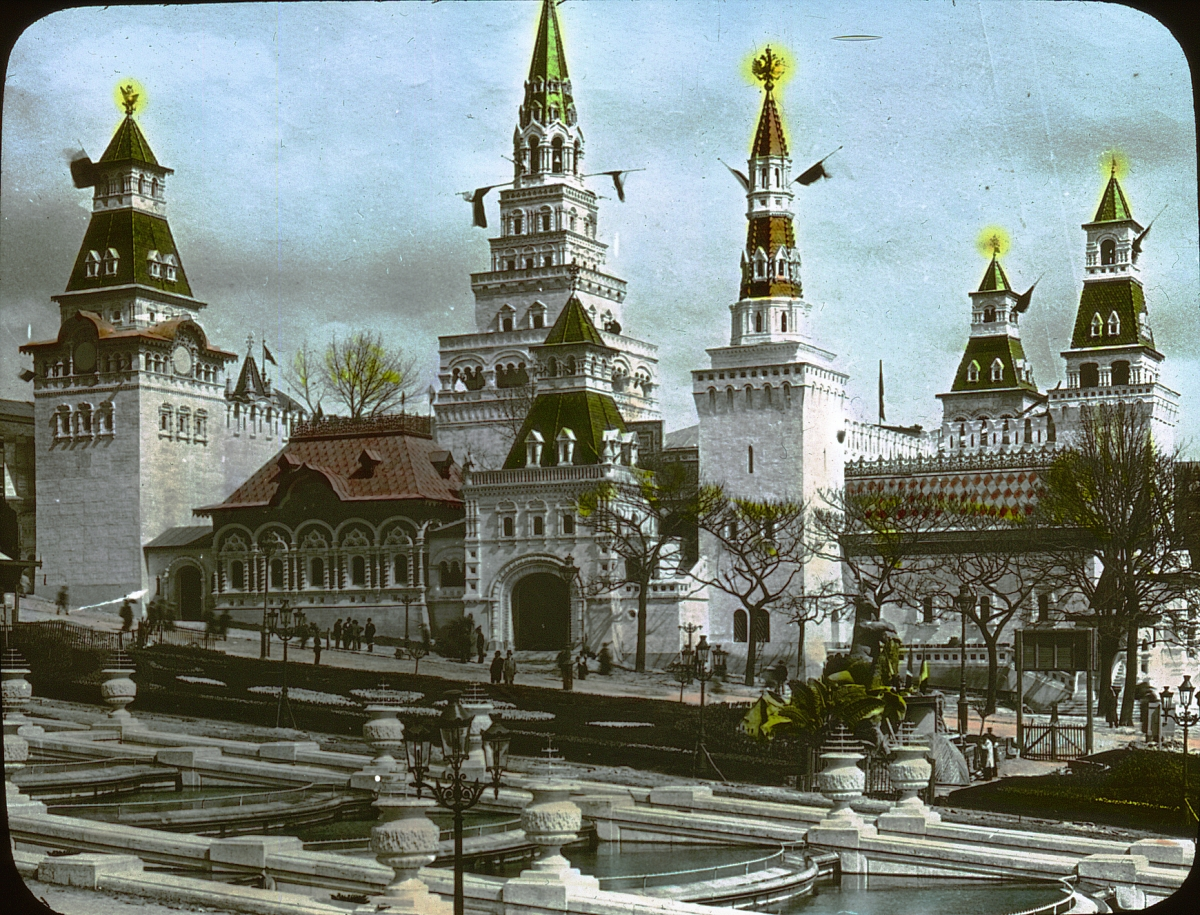
Pavillon de la Russie à l'Exposition universelle de Paris.

Devenu architecte de la Cour impériale, il prend part au réaménagement de l'intérieur de beaucoup de résidences impériales : le palais d'Hiver, le palais Anitchkov, le palais Alexandre à Tsarskoïe Selo, le palais Inférieur et le cottage de Peterhof, le palais de Livadia. En 1900, il est nommé architecte principal pour le pavillon russe à l'Exposition universelle de 1900 à Paris. En 1901-1903, la compagnie de son frère Friedrich Meltzer (fournisseur de la Cour de Nicolas II) refait l'intérieur du premier étage de l'aile gauche du palais Alexandre, selon le projet de Robert-Friedrich, abritant les appartements privés.
Robert-Friedrich Meltzer fut le protecteur de l'artiste débutant Kouzma Petrov-Vodkine lui étant lié d'une longue amitié.
Il émigre après la révolution d'Octobre pour échapper à la terreur. Il demeure d'abord à Berlin à partir de 1918, puis il s'installe à New York en 1921.

## Œuvres
- Place du Palais, n° 1 — grilles de fer forgé et rampes du palais d'Hiver. 1885-1888. En collaboration avec N.A. Gornostaïev.
- 1894-1895 — Réfection des appartements privés de Nicolas II au palais d'Hiver.
- Perspective Lesnoï, no 19 maison-bibliothèque Nobel (1897-1901).

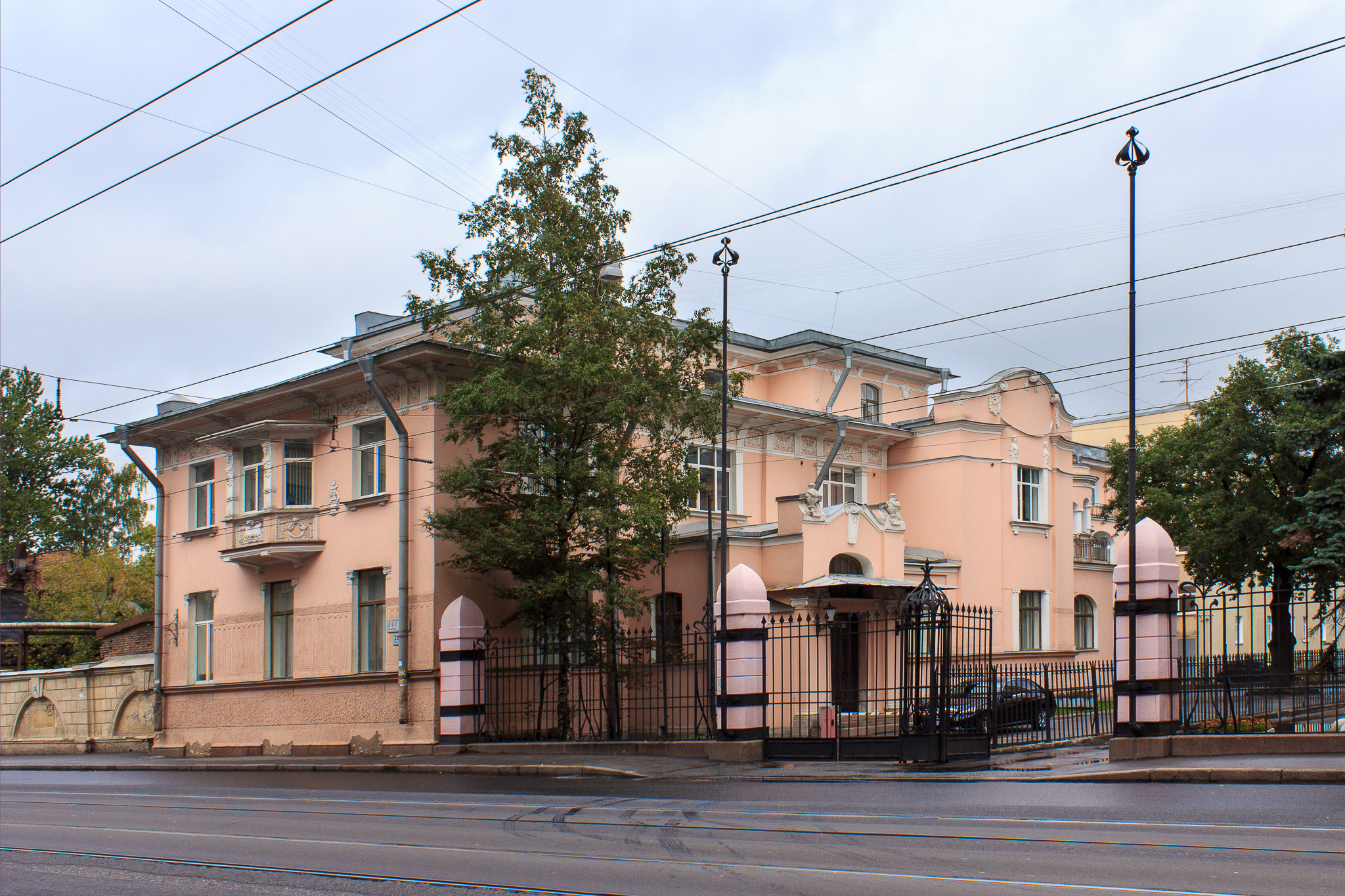
Hôtel particulier d'E. Nobel.

- Quai Pirogovskaïa, n° 19, cour, hôtel particulier et comptoir d'Emanuel Nobel, agrandissement. 1897, 1902-1903.
- Perspective Lesnoï, n° 20, maison d'habitation de l'usine «Ludvig Nobel»: bât, 6, 9-14. 1898, 1904-1909. (agrandissement).
- 1899-1901 — Clôture du jardin du palais d'Hiver (transférée en 1924 au jardin du 9 janvier sur la perspective Statchek.
- Perspective Lesnoï, no 21, clôture et hôtel particulier d'E. Nobel, en collaboration avec Ernest Meltzer 1902-1904. En 1910, le bâtiment est transformé selon le projet de Fredrik Lidvall, la maison devenant incluse dans le nouvel hôtel particulier.

- Quai Pirogovskaïa, n° 19, cour, grande perspective Sampsonievski, n° 30, cour — portail et bâtiment de production de l'usine «Ludvig Nobel». 1902, 1905-1907, 1910. (reconstruction).
- Parc Alexandre, n° 5 — bâtiment de l'institut de la clinique orthopédique 1902-1906.

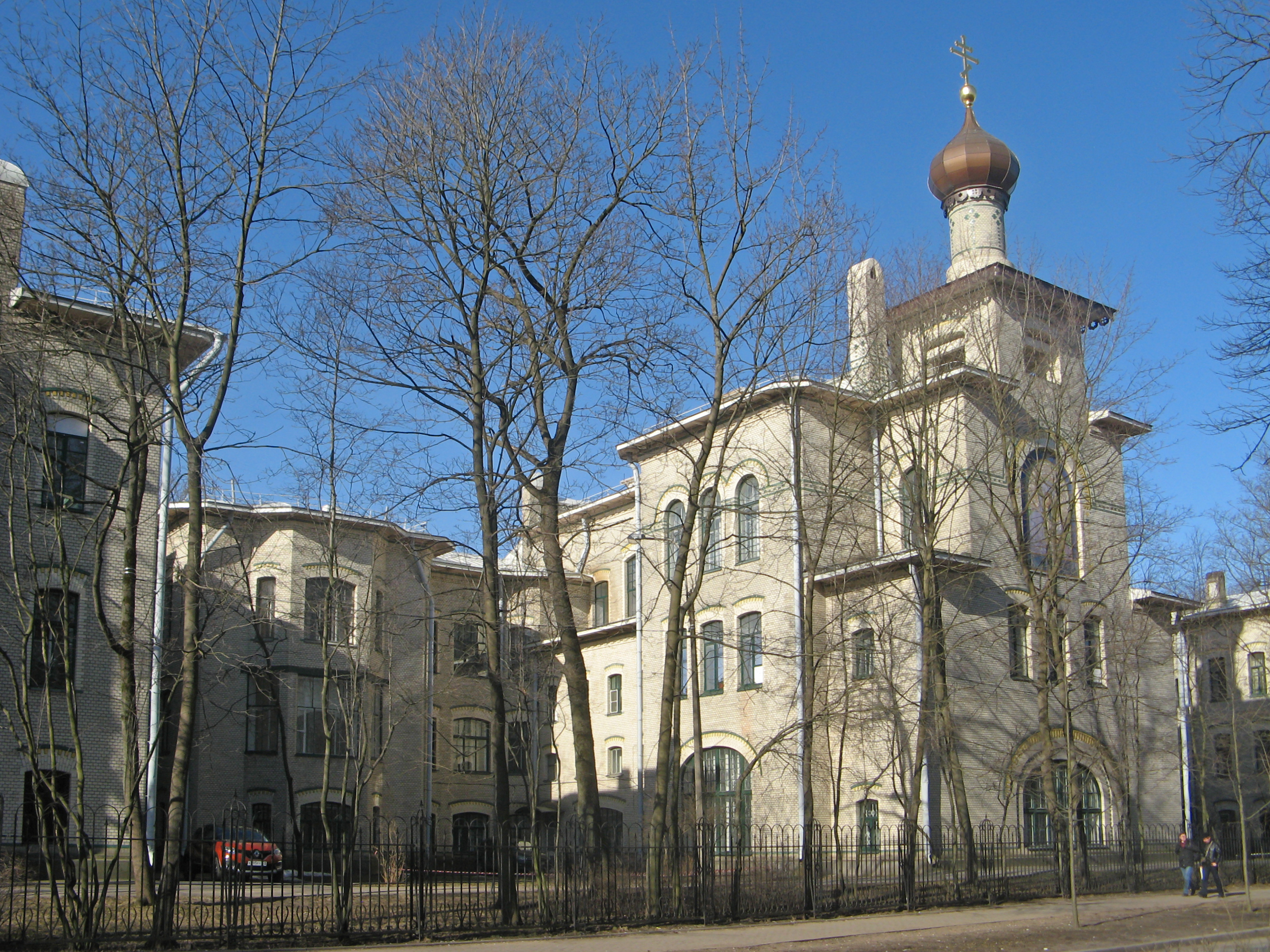
Institut orthopédique.

- Grande allée, n° 13 — villa de G.E. Vollenweider, 1904-1905[6].

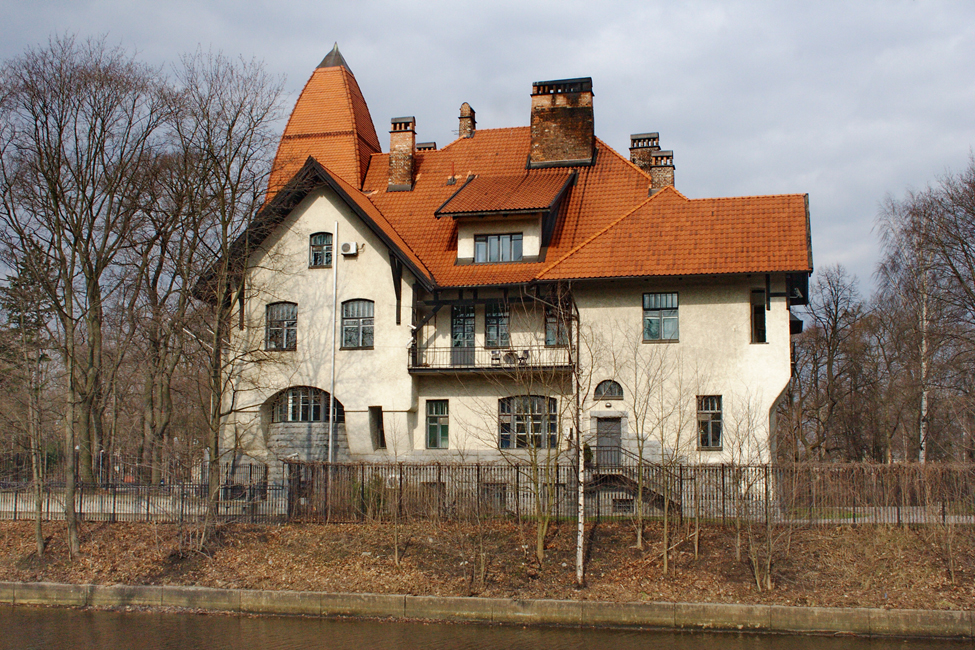
Villa Vollenweider.

- Allée Polevaïa, n° 6, 8 — hôtel particulier de F. Meltzer, construit d'après ses propres plans en 1904-1906[6]. En 2008, devient une des résidences pour les hôtes de l'État.
- Perspective Lesnoï, n° 20, maison de l'usine «Ludvig Nobel»: bât. 1, 2. 1906.
- Rue Fourchtatskaïa, no 24 — hôtel particulier du prince Victor Kotchoubeï. 1908-1910[6].

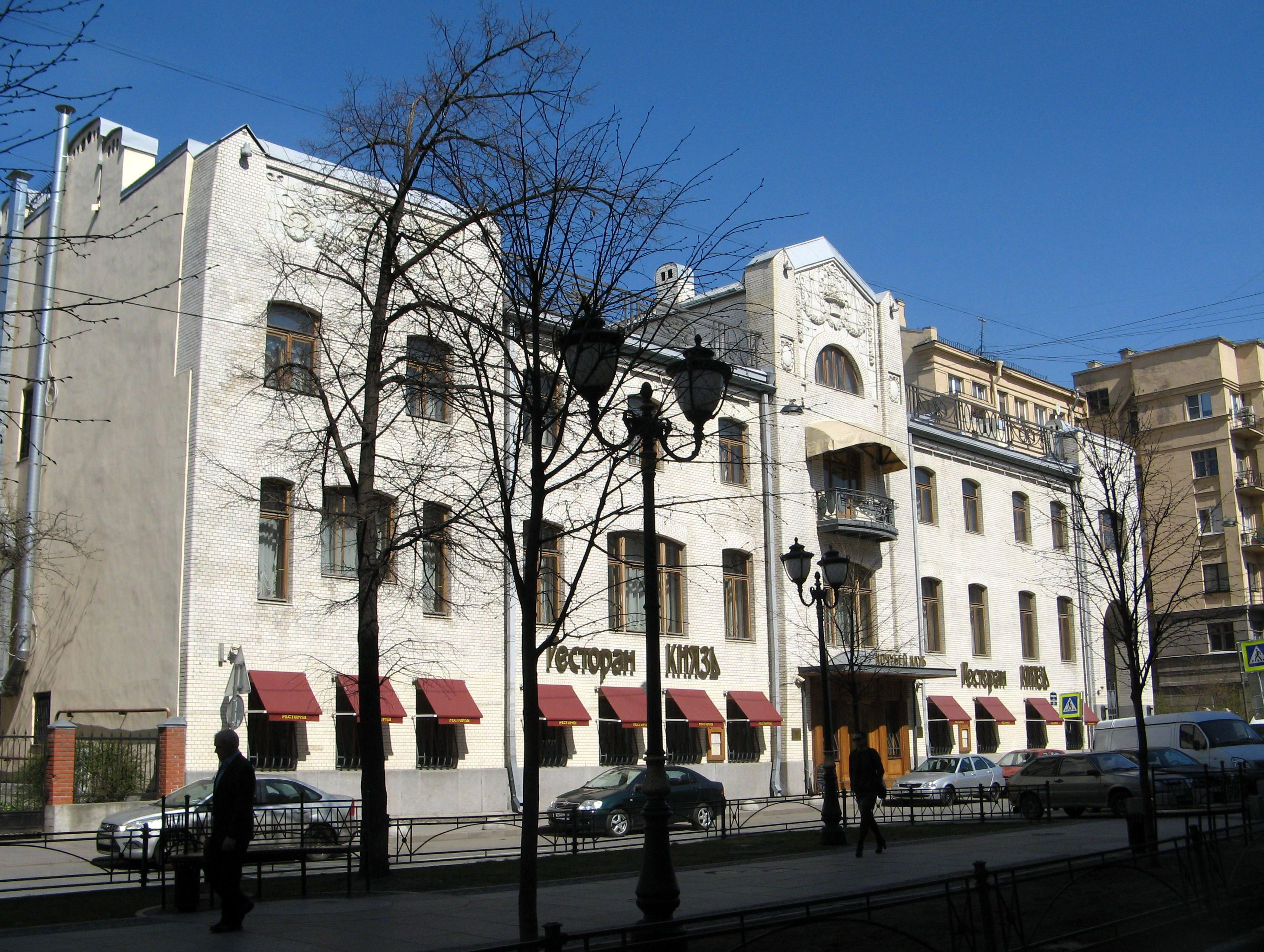
Ancien hôtel particulier du prince Kotchoubeï.

- Rue Kouïbychev, n° 2-4, partie droite de l'hôtel particulier de V.E. Brandt 1909-1910.

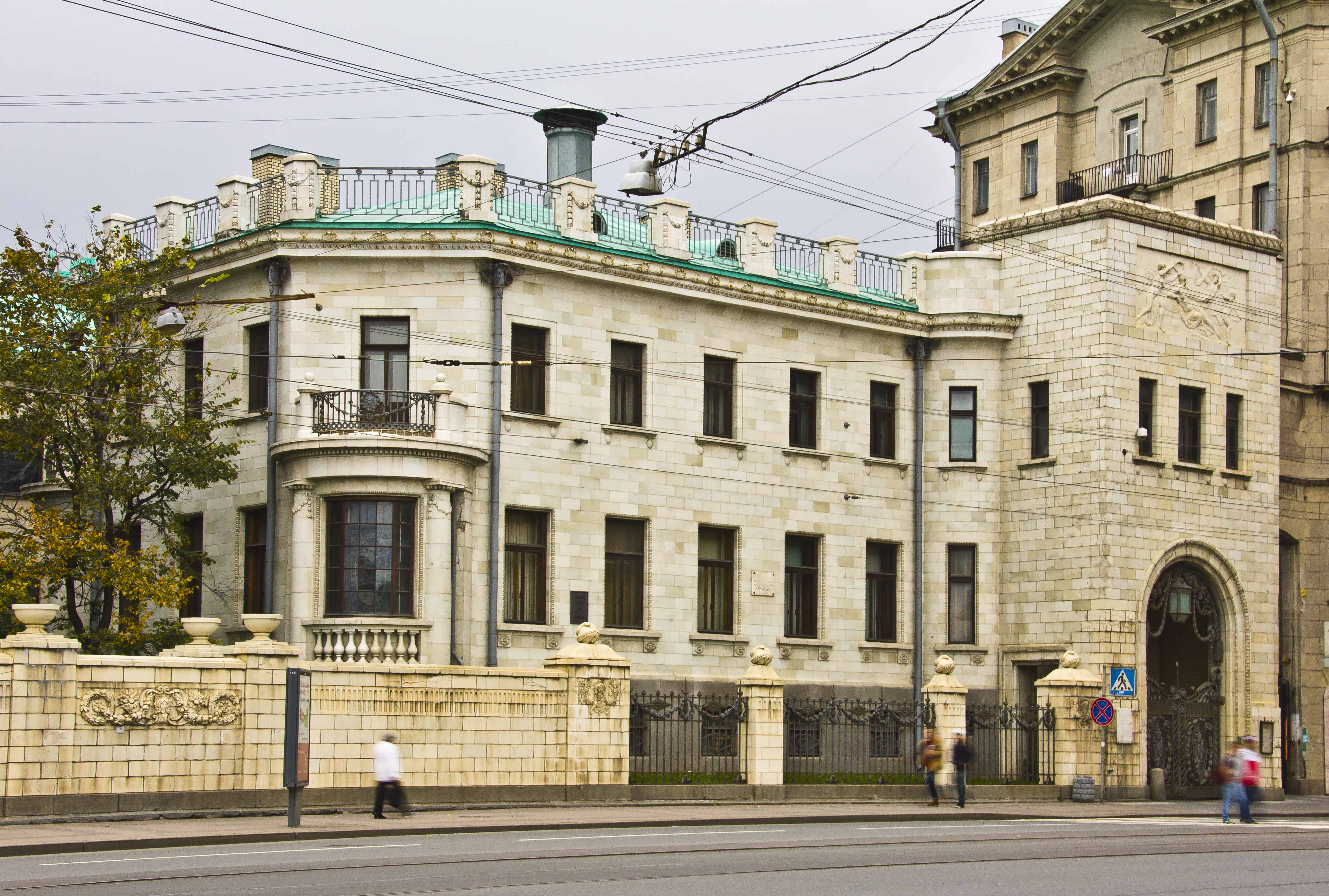
Hôtel particulier Brandt.

- Rue Bekhterev, n° 3 — Institut de psychoneurologie. 1910-1913.
- Quai des Anglais, n° 54/rue Galernaïa, n° 55. Palais du grand-duc Michel. Réaménagement et agrandissement. 1910-1913.

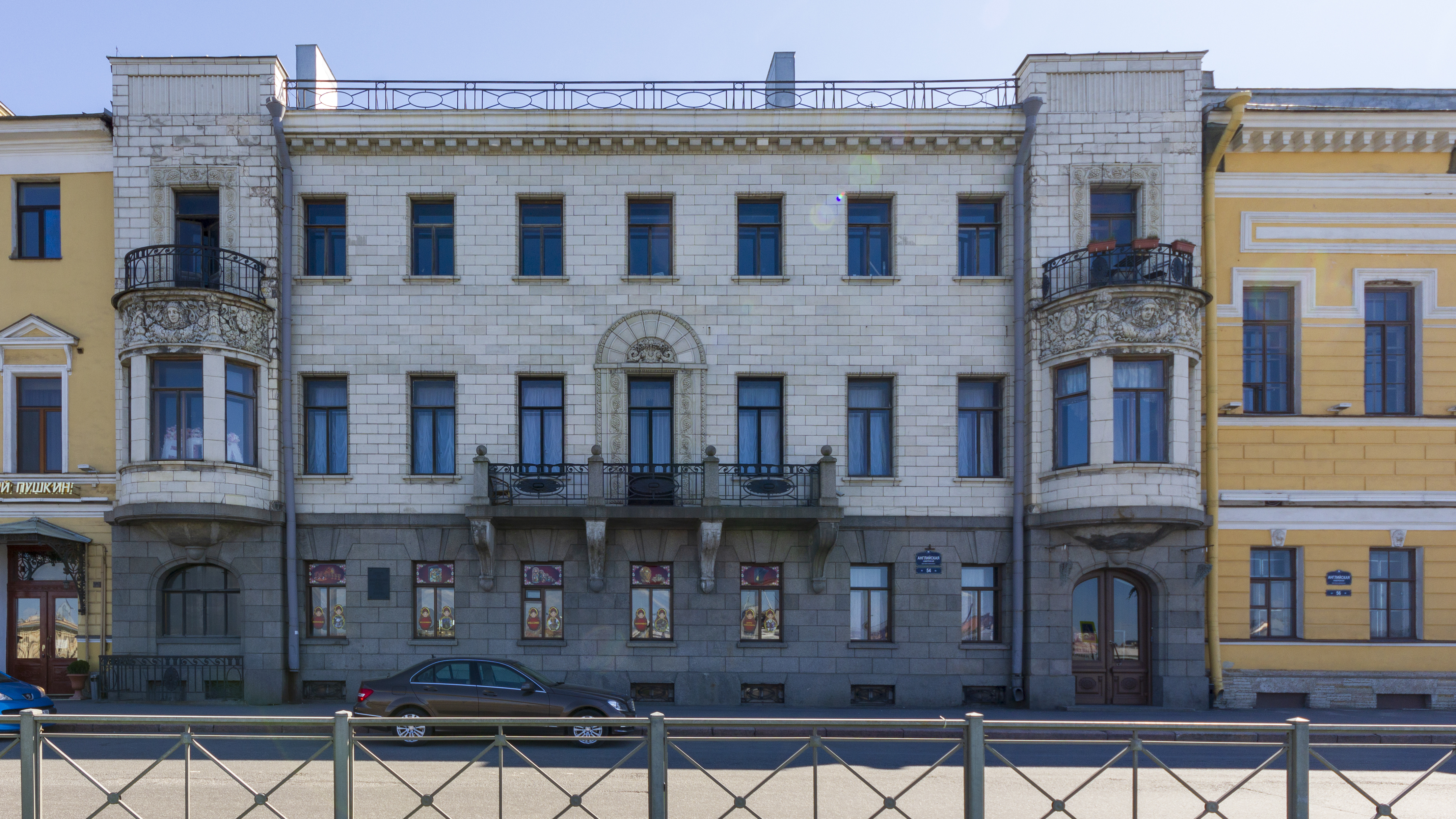
Palais du grand-duc Michel.

- 1912-1916 — Pont du Palais. Plans architecturaux, plans techniques par l'ingénieur Andreï Pchenitski. (non réalisé).
- Quai de la Moïka, no 58 — Immeuble de rapport d'A Jouenne. 1913-1914.

## Hommage
- En 2020, son nom est attribué au square Meltserovski à l'angle de la grande perspective Sampsonievski et de la ruelle Nobel à Saint-Pétersbourg[7].